# ルイス・アヤラ

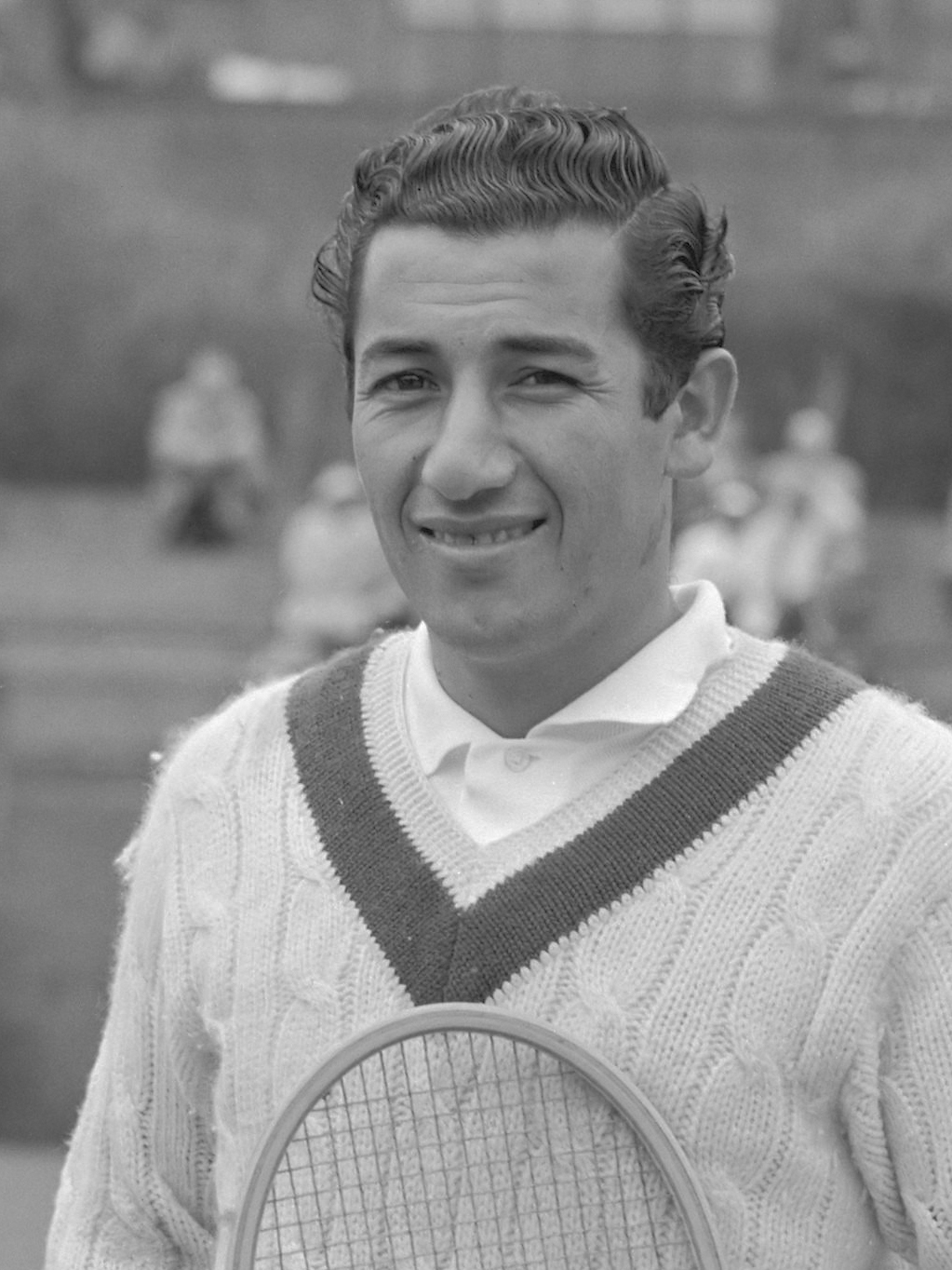
1956年

ルイス・アヤラ（西: Luis Ayala、1932年9月18日 - 2024年9月4日）は、チリ・サンティアゴ出身の男子テニス選手。フルネームは Luis Alberto Ayala Salinas （ルイス・アルベルト・アヤラ・サリナス）という。1958年と1960年の2度全仏選手権で準優勝し、当地の男子テニス選手として史上初の4大大会シングルス決勝に進出した人である。彼は全仏選手権の混合ダブルスでも、1955年から1957年まで3年連続決勝進出があり、1956年にテルマ・コイン・ロング（オーストラリア）とのペアで優勝した。右利きの選手で、全仏選手権をはじめとする赤土のクレーコートを最も得意にした。
幼少時代のアヤラはサッカーに熱中していたが、12歳の時に家族の説得でテニスに転向し、「サンティアゴ・ローンテニスクラブ」に入った。その理由は「サッカーをやると、靴が何足あっても足りない」からだったという。16歳でサッカーを断念し、テニスに専念するようになる。1949年に17歳でチリのジュニアテニス選手権に優勝し、南米のテニス界に活動の場を広げていく。1952年から男子テニス国別対抗戦・デビスカップのチリ代表選手に選ばれ、この年から全仏選手権にも参加し始めた。やがて、アヤラは1950年代の南米テニス界を代表する選手へと成長していく。
1955年から1957年まで、アヤラは3年連続で全仏選手権の混合ダブルス決勝に進出する。チリの男子テニス選手が4大大会決勝戦に進んだのは、これが初めてだった。混合ダブルスのパートナーはそれぞれ異なり、1955年はジェニファー・ステーリー（オーストラリア、ルー・ホードの夫人）、1956年はテルマ・コイン・ロング、1957年はエダ・ブディング（西ドイツ）と組んだ。ロングと組んだ1956年の混合ダブルス決勝で、アヤラの組はロバート・ハウ（オーストラリア）&ダーリーン・ハード（アメリカ）組を 4-6, 6-4, 6-1 で破って初優勝を遂げた。これがチリの男子選手による最初のグランドスラム・タイトルである。1958年全仏選手権で、アヤラは最初の男子シングルス決勝戦に勝ち上がったが、ここではメルビン・ローズ（オーストラリア）に 3-6, 4-6, 4-6 のストレートで敗れた。チリ選手の4大大会シングルス決勝進出は、21年前の1937年全米選手権で優勝したアニタ・リザナ（1915年 - 1994年）以来で、男子選手としては史上初の快挙だった。この年、彼はチリの女子ナンバー2選手だったマリア・トート（Maria Tort）と結婚した。
1959年、アヤラは「イタリアン・オープン」（現在のローマ・マスターズ）で初優勝を遂げ、それまでの人生で最大のビッグタイトルを獲得した。1959年全仏選手権で、彼はチリの男子選手として初めて4大大会の「第1シード」に選ばれたが、準決勝で南アフリカの伏兵イアン・フェルマークに敗退した。2度目のチャンスは、1960年全仏選手権で訪れた。2年ぶり2度目の男子シングルス決勝で、アヤラは大会前年優勝者のニコラ・ピエトランジェリ（イタリア）と対戦するが、ピエトランジェリに 6-3, 3-6, 4-6, 6-4, 3-6 のフルセットで敗れ、またもや準優勝に終わった。
アヤラの全仏選手権以外の4大大会シングルス成績は、ウィンブルドン選手権で1959年・1961年、全米選手権で1957年と1959年に2度ずつベスト8進出があった。全豪選手権には1度も出場していない。彼はデビスカップのチリ代表選手として、通算37勝14敗（シングルス27勝6敗、ダブルス10勝8敗）の成績を残したが、通算勝利数（37勝14敗）とシングルス勝利数（27勝6敗）は今なおデ杯チリ・チームの歴代1位記録として残っている。
アマチュアテニス選手として42のシングルス・タイトルを獲得した後、ルイス・アヤラは1961年にプロテニス選手に転向した。15年後の1976年、アヤラはデビスカップのチリ代表監督を務め、チームを初めての「ワールドグループ」決勝に導いた。決勝で敗れたイタリア・チームの監督はニコラ・ピエトランジェリで、アヤラは“デ杯監督対決”でもピエトランジェリに敗れたことになる。デ杯チリ代表チームのワールドグループ決勝進出は、今なおこの1度だけである。
アヤラ以後、チリの男子テニス界からはマルセロ・リオスが1998年全豪オープン、フェルナンド・ゴンサレスが2007年全豪オープンの決勝に進出したが、いずれも準優勝に終わった。そのため、当地からは今なおテニス4大大会の男子シングルス優勝者は出現していない。チリ出身の4大大会シングルス優勝者は、1937年全米選手権女子シングルス優勝者のアニタ・リザナ1人だけである。
2024年9月4日、ヒューストンで死去。91歳没。

## 主な成績
- 全仏選手権　男子シングルス準優勝2度：1958年・1960年／混合ダブルス：1勝（1956年）
- デビスカップ　通算37勝14敗（シングルス27勝6敗、ダブルス10勝8敗）